# Othmar Fiebiger
Othmar Fiebiger (* 21. April 1886 in Altenbuch bei Trautenau; † 23. Februar 1972 in Baden-Baden) war ein sudetendeutscher Lehrer; er schrieb den Text zum Riesengebirgslied.

## Leben
Fiebiger stammte aus einer Bauernfamilie. 1905 wurde er Lehrer. In dieser Zeit schuf er das Riesengebirgslied, das 1915 von Vinzenz Hampel vertont wurde. 1919 zog er nach Aussig. 1946 wurde er vertrieben. In einem kleinen Ort bei Erfurt arbeitete er als Lehrer. Die Regierung der DDR betrachtete das Riesengebirgslied als anstößig, weil das Riesengebirge darin noch als „deutsches Gebirge“ besungen wurde, und verbot es. Auf Grund der Repressalien zog Fiebiger in die Bundesrepublik nach Bensheim im Odenwald, wo er weiterhin als Lehrer tätig war. Nach seiner Pensionierung vom Lehramt arbeitete er bei einem Verlag, ehe er seinen Lebensabend in Baden-Baden verbrachte. Hier starb er.